# Arend Friedrich August Wiegmann
Arend Friedrich August Wiegmann, född den 2 juni 1802 i Braunschweig, död där den 15 januari 1841, var en tysk zoolog. Han var son till botanikern Arend Joachim Friedrich Wiegmann och far till zoologen Carl Arend Friedrich Wiegmann.
Wiegmann var knuten till Humboldt-universitetet i Berlin. År 1835 grundade han tillsammans med andra forskare den zoologiska tidskriften Archiv für Naturgeschichte, som också är känd som "Wiegmanns arkiv".